# 奥列格·伊万诺维奇·科瓦廖夫
奥列格·伊万诺维奇·科瓦廖夫（俄语：Олег Иванович Ковалёв，1948年9月7日—2020年5月11日），俄罗斯政治人物，前梁赞州州长（2008年－2017年）。

## 生平
1948年9月7日生于克拉斯诺达尔边疆区第比利斯卡亞區。1967年应征入伍。1971年毕业于苏联建筑材料工业部萨拉托夫装配学院。1984年毕业于罗斯托夫土木工程学院。1986年移居莫斯科州。1991年12月至1999年12月，任卡希拉区区长。1999年至2007年，俄罗斯联邦国家杜马议员。2008年至2017年，任梁赞州州长。2017年9月，任俄罗斯联邦委员会议员。
2020年5月11日逝世。

## 荣誉
- 三级祖国功勋勋章（2008年）
- 四级祖国功勋勋章（2005年）
- 荣誉勋章（2013年）[5]
- 友谊勋章（2002年）